# Andrew Hoy
Pour les articles homonymes, voir Hoy.

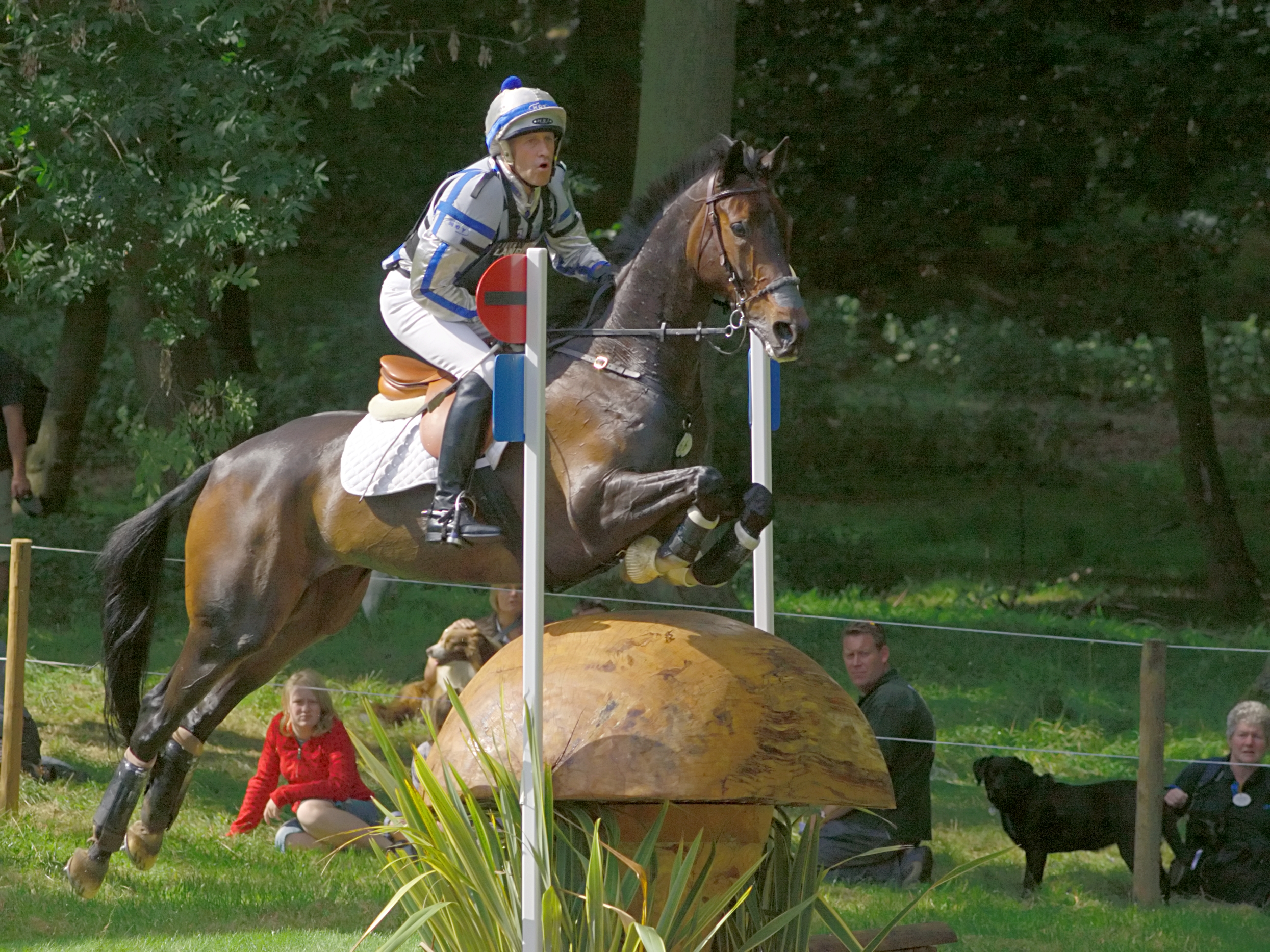
Andrew Hoy

Andrew Hoy, né le 8 février 1959 à Culcairn en Nouvelle-Galles du Sud (Australie), est un cavalier de concours complet d'équitation australien.
Il a été médaillé d'argent aux Jeux olympiques de 2000.
Son équipe a obtenu la médaille d'or aux Jeux olympiques de Barcelone en 1992, aux Jeux olympiques d'Atlanta en 1996, et aux Jeux olympiques de Sydney en 2000.
Il a participé à tous les Jeux Olympiques (J.O.) entre 1984 et 2004.
Fin juin 2021, à l'âge de 62 ans, Hoy se qualifie pour sa huitième olympiade, à l'occasion des Jeux de Tokyo en 2020 (reportés d'une année en raison de la pandémie de Covid-19), ce qui constitue un record en Australie. Il devient ainsi le 13e athlète de l'Histoire à concourir sur huit éditions estivales différentes.